# المفتش فيكتور
المفتش فيكتور، بالفرنسية Victor, de la Brigade mondaine، رواية بوليسية من تأليف موريس لوبلان وظهرت فيها شخصية أرسين لوبين، نشرت لأول مرة على شكل كتاب في يناير/كانون الثاني 1934، عكس العديد من الروايات السابقة التي كانت تنشر أولا مجزأة في إحدى المجلات أو الجرائد.

## ملخص الرواية
المفتش فيكتور هوتين، عاد إلى فرنسا بعد أن قضى وقتا طويلا في المستعمرات، سمح له بأن يكتسب خبرات جعلت منه مفتشا مميزا. تحدث مجموعة من عمليات السرقة في شرق فرنسا، أهمها سرقة مقتنيات ثمينة من أحد بنوك مدينة ستراسبورغ، وأكيد أنه وراء هذه الجرائم اللص الشهير أرسين لوبين. يقرر فيكتور هوتين تولي زمام القضية ليقع في مواجهة مع لوبين.

## الاقتباس
تم اقتباس الحلقة الثانية من الموسم الأول لمسلسل أرسين لوبين من الرواية، عرضت في 25 مارس/آذار 1971 ومن إنتاج قناة تي أف 1. مدة الحلقة 58 دقيقة، وقام بدور لوبين الممثل الفرنسي جورج ديكريار.

## الترجمة العربية
أرسين لوبين بوليس آداب - دار ميوزيك للنشر.

## روابط خارجية
باللغة الفرنسية
- تحميل الرواية مجانا.
- معلومات حول حلقة مسلسل أرسين لوبين المقتبسة من الرواية.